# 寄生彼女サナ
『寄生彼女サナ』（きせいかのじょサナ）は、砂義出雲による日本のライトノベル。イラストは瑠奈璃亜が担当。第5回小学館ライトノベル大賞ガガガ文庫部門優秀賞受賞作。ガガガ文庫（小学館）より2011年7月から2013年6月まで刊行された。
『月刊コンプエース』（角川書店）にてソウマトウによるコミカライズ『寄生彼女サナ 〜Parasistence SANA〜』が2013年2月号から2014年1月号まで連載された。

## あらすじ
「今日からお前の腹に寄生することになった！ よろしくな！」
平凡な高校生、増川唐人の腹から突然飛び出してそう告げてきた少女、サナは自らを寄生虫から進化した存在「パラシスタンス」だと語り、宿主である唐人から栄養を貰う代わりに彼を守ると言い出す。

## 登場人物
増川 唐人（ますかわ からと）
主人公。高校2年生。とあるハプニングを経てパラシスタンス サナの「宿主」になり彼女に守られることとなった。
パラシスタンスの宿主となったことで常人以上の身体能力・思考速度を発揮することができるようになっている。
サナ
唐人に寄生することになった少女で日本海裂頭条虫（サナダムシ）のパラシスタンス。
終始テンションは高めで唐人の彼女を公言（後に唐人もそれを承諾）、常に彼の傍にいようとする。積極的かつ好奇心旺盛な性格だが現代社会の事情にはかなり疎い面があり、意図せぬままボケやハプニングを引き起こすことも多い。
増川 桜（ますかわ さくら）
唐人の従妹で1つ年下の高校1年生。唐人にとっては妹のような感覚で彼女の方も唐人を「お兄ちゃん」と呼んで非常に慕っている。「突発性淫乱症候群」（命名は唐人）という悪癖の持ち主で性的なことに対して過剰なほど反応し言動が暴走する。
櫂実 亜須香（かいじつ あすか）
唐人のクラスメイトの少女で回虫のパラシスタンス。自身の正体と掛けて一人称に「拙虫」（＝「拙者」の虫バージョン）という独特の言い回しを使ったり、必要以上に自分を卑下して捉える自虐癖の気がある。
綺羅（きら）
養護教諭。唐人とは昔からの知り合いで「綺羅さん」「綺羅先生」と呼ばれている。
宮入 丈児（みやいり じょうじ）
唐人の親友でバスケ部所属。仲間内では「アホの子」扱いされている。
櫛名田 観琴（くしなだ みこと）
唐人たちの高校の名物生徒会長。地元の有力な神社の一人娘で平時から巫女服を着用、その見た目とカリスマ性、権力と実力で生徒の中にかなり熱狂的な信者をもっている。
竜斎寺 志保（りゅうざいじ しほ）
唐人たちのクラスへの転校生。潔癖症。
ロイ子
カタツムリに寄生するロイコクロリディウムのパラシスタンス。完全擬態タイプと呼ばれるタイプで外見は人型であり、
宿主のオカモトさん（オカモノアラガイ）をよく頭に乗せ行動している。

### 生徒会長親衛隊四天王
観琴配下の4人の親衛隊メンバー。唐人曰く「変態四天王」。
ニンジャ・服部（ニンジャ・はっとり）
忍者部の部長。言動がとにかく小物くさく、唐人からはたびたび「クズ」呼ばわりされ自身も否定していない。一方で四天王たちのなかでもダントツで唐人たちと行動を共にすることが多く、彼なりの情を見せることもある。
キャプテン・ゲイツ
金腹 満丸（きんぷく まんまる）
下条（しもじょう）

### その他
レストア・ディストピア
生物の進化に干渉し「パラシスタンス」という存在を生み出した少女。

## 用語
パラシスタンス（Parasistence）
意識を有するという独自の進化を遂げた寄生虫。寄生虫でありながら実存をもつ存在。名称は寄生（パラサイト Parasite）と実存（イグジスタンス Existence）を合わせた語。

## 評価
第5回小学館ライトノベル大賞ガガガ文庫部門にて優秀賞を受賞した（受賞時のタイトルは「寄生彼女スバク」）。同賞でゲスト審査員を務めた麻枝准は本作を以下のように評している。

## 既刊一覧

### 小説
- 砂義出雲（著） / 瑠奈璃亜（イラスト） 『寄生彼女サナ』 小学館〈ガガガ文庫〉、全5巻
  1. 2011年7月20日発売[3]、ISBN 978-4-09-451281-6
  2. 2012年2月17日発売[4]、ISBN 978-4-09-451323-3
  3. 2012年8月21日発売[5]、ISBN 978-4-09-451357-8
  4. 2013年1月18日発売[6]、ISBN 978-4-09-451387-5
  5. 2013年6月18日発売[7]、ISBN 978-4-09-451417-9

### 漫画
- 砂義出雲（原作） / 瑠奈璃亜（キャラクター原案） / ソウマトウ（作画） 『寄生彼女サナ 〜Parasistence SANA〜』 角川書店〈角川コミックス・エース〉、2013年6月21日発売[8]、ISBN 978-4-04-120787-1

## ドラマCD
- ドラマCD 寄生彼女サナ（HOBiRECORDS、2012年2月24日発売） 2枚組

### 声優
- 増川 唐人（ますかわ からと）：髙橋孝治
- サナ：堀江由衣
- 増川 桜（ますかわ さくら）：竹達彩奈
- 櫂実 亜須香（かいじつ あすか）：悠木碧
- 綺羅（きら）先生：安原麗子
- 櫛名田 観琴（くしなだ みこと）：阿澄佳奈